# 王鑑 (景泰進士)
王鑑，山西太原府义堰都人，明朝政治人物。

## 生平
正統年間中舉。景泰五年（1454年）甲戌科三甲第三十三名進士，授江西道监察御史，因與諸監察御史聯名彈劾石亨貪污，贬为陕西膚施縣知县，之后再升任延安府知府。